# Heini Seiler
Heini Seiler (* vor 1500 im Raum Aarau; † nach dem 8. Juli 1529 in Bern) war ein Schweizer Täufer.

## Leben
Heini Seilers Herkunft und Werdegang ist unbekannt, aber vermutlich wurde er im Raum Aarau geboren.
Er wurde Hutmacher und erhielt im Sommer 1525 durch Niklaus Guldin in Zollikon seine Glaubenstaufe, worauf er, gemeinsam mit dem Hutmacher Heini Steffan, aus Aarau ausgewiesen wurde. Er begleitete daraufhin den Aarauer Täufer Hans Pfistermeyer bei dessen Lehrtätigkeit im Mittelland. 
1528 nahm er am Berner Religionsgespräch teil, wurde im Frühsommer 1529 in Bern verhaftet und als Täufer am 8. Juli 1529 zum Tode verurteilt und danach hingerichtet.
Er gehörte mit den beiden gleichentags exekutierten Hans Hausmann (gelegentlich auch Hansmann), genannt Seckler, und dem Schreiner Hans Träyer (vor 1500–1529) aus Lausen zu den Gründern des bernischen Täufertums und zu den ersten in Bern hingerichteten Täufern.
Heini Seiler war mit Margreth aus Sigriswil verheiratet.
siehe auch: Geschichte des bernischen Täufertums